# Vinassan
Vinassan  est une commune française située dans le nord-est du département de l'Aude, en région Occitanie.
Sur le plan historique et culturel, la commune fait partie du Narbonnais, un pays comprenant Narbonne et sa périphérie, le massif de la Clape et la bande lagunaire des étangs. Exposée à un climat méditerranéen, elle est drainée par divers petits cours d'eau. Incluse dans le parc naturel régional de la Narbonnaise en Méditerranée, la commune possède un patrimoine naturel remarquable : deux sites Natura 2000 (le « massif de la Clape » et la « montagne de la Clape ») et une zone naturelle d'intérêt écologique, faunistique et floristique.
Vinassan est une commune rurale qui compte 2 665 habitants en 2022, après avoir connu une forte hausse de la population depuis 1975. Elle appartient à l'unité urbaine de Vinassan et fait partie de l'aire d'attraction de Narbonne. Ses habitants sont appelés les Vinassanais ou  Vinassanaises.
Le patrimoine architectural de la commune comprend un immeuble protégé au titre des monuments historiques : l'église Saint-Martin, inscrite en 1951.

## Géographie

### Localisation
Commune de l'aire d'attraction de Narbonne située dans le massif de la Clape, au pied de coteaux boisés, couverts de vignes, d'amandiers et d'oliviers, dominant de quelques mètres la plaine narbonnaise. Belles et larges avenues ombreuses.
Du haut des coteaux (altitude : 100 mètres) se déroule un panorama compris entre les Pyrénées et les Cévennes.
Elle est traversée par l'autoroute A9 à laquelle elle donne le nom de l'aire de service de Narbonne-Vinassan.

### Communes limitrophes
Les communes limitrophes sont Armissan, Coursan, Fleury, Narbonne et Salles-d'Aude.
| Coursan  | Salles-d'Aude | Fleury              |
| Narbonne | Vinassan      | Saint-Pierre-la-Mer |
|          | Armissan      |                     |

### Voies de communication et transports
La commune est desservie par la ligne 11 des Autobus de Narbonne.

### Hydrographie
La commune est dans la région hydrographique « Côtiers méditerranéens », au sein du bassin hydrographique Rhône-Méditerranée-Corse. Elle est drainée par le ruisseau de Dons et le ruisseau de la Cave Maîtresse, qui constituent un réseau hydrographique de 2 km de longueur totale,.

### Climat
Pour des articles plus généraux, voir Climat de l'Occitanie et Climat de l'Aude.
En 2010, le climat de la commune est de type climat méditerranéen franc, selon une étude s'appuyant sur une série de données couvrant la période 1971-2000. En 2020, Météo-France publie une typologie des climats de la France métropolitaine dans laquelle la commune est exposée à un climat méditerranéen et est dans la région climatique Provence, Languedoc-Roussillon, caractérisée par une pluviométrie faible en été, un très bon ensoleillement (2 600 h/an), un été chaud (21,5 °C), un air très sec en été, sec en toutes saisons, des vents forts (fréquence de 40 à 50 % de vents > 5 m/s) et peu de brouillards.
Pour la période 1971-2000, la température annuelle moyenne est de 15,1 °C, avec une amplitude thermique annuelle de 15,7 °C. Le cumul annuel moyen de précipitations est de 611 mm, avec 5,3 jours de précipitations en janvier et 2,6 jours en juillet. Pour la période 1991-2020, la température moyenne annuelle observée sur la station météorologique la plus proche, située à Narbonne à 6 km à vol d'oiseau, est de 15,3 °C et le cumul annuel moyen de précipitations est de 635,3 mm,. Pour l'avenir, les paramètres climatiques de la commune estimés pour 2050 selon différents scénarios d’émission de gaz à effet de serre sont consultables sur un site dédié publié par Météo-France en novembre 2022.

### Milieux naturels et biodiversité

#### Espaces protégés
La protection réglementaire est le mode d’intervention le plus fort pour préserver des espaces naturels remarquables et leur biodiversité associée,.
La commune fait partie du parc naturel régional de la Narbonnaise en Méditerranée, créé en 2003 et d'une superficie de 68 350 ha, qui s'étend sur 21 communes du département. Composé de la majeure partie des milieux lagunaires du littoral audois et de ses massifs environnants, ce territoire représente en France l’un des rares et derniers grands sites naturels préservés, de cette ampleur et de cette diversité en bordure de Méditerranée (Golfe du Lion).

#### Réseau Natura 2000

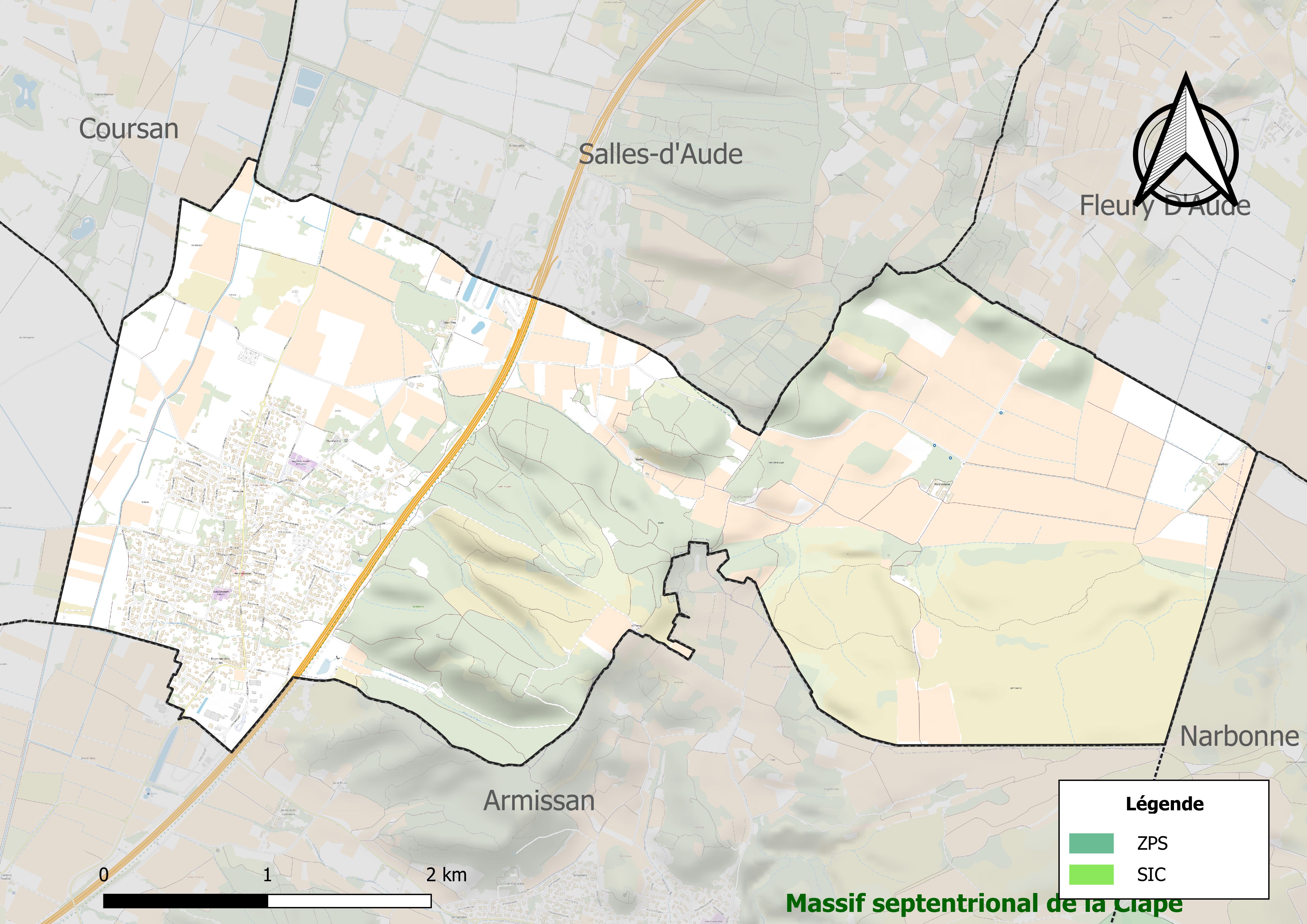
Site Natura 2000 sur le territoire communal.

Le réseau Natura 2000 est un réseau écologique européen de sites naturels d'intérêt écologique élaboré à partir des directives habitats et oiseaux, constitué de zones spéciales de conservation (ZSC) et de zones de protection spéciale (ZPS).
Un site Natura 2000 a été défini dans la commune au titre de la directive habitats :
- le « massif de la Clape », d'une superficie de 8 339 ha, caractérisé par des vallons marneux, des surfaces calcaires, des faciès abrupts et des plateaux. Les falaises calcaires sont globalement en bon état de conservation. Concernant la flore, parmi les espèces végétales présentes sur la zone d’étude, 37 ont un intérêt patrimonial fort, dont une est inscrite à la directive habitat : la Centaurée de la Clape[17]

et un au titre de la directive oiseaux : 
- la « montagne de la Clape », d'une superficie de 9 082 ha, abritant certains rapaces notamment l'Aigle de Bonelli, le Faucon crécerellette, le Grand-Duc, le Circaète Jean-le-Blanc[18].

#### Zones naturelles d'intérêt écologique, faunistique et floristique

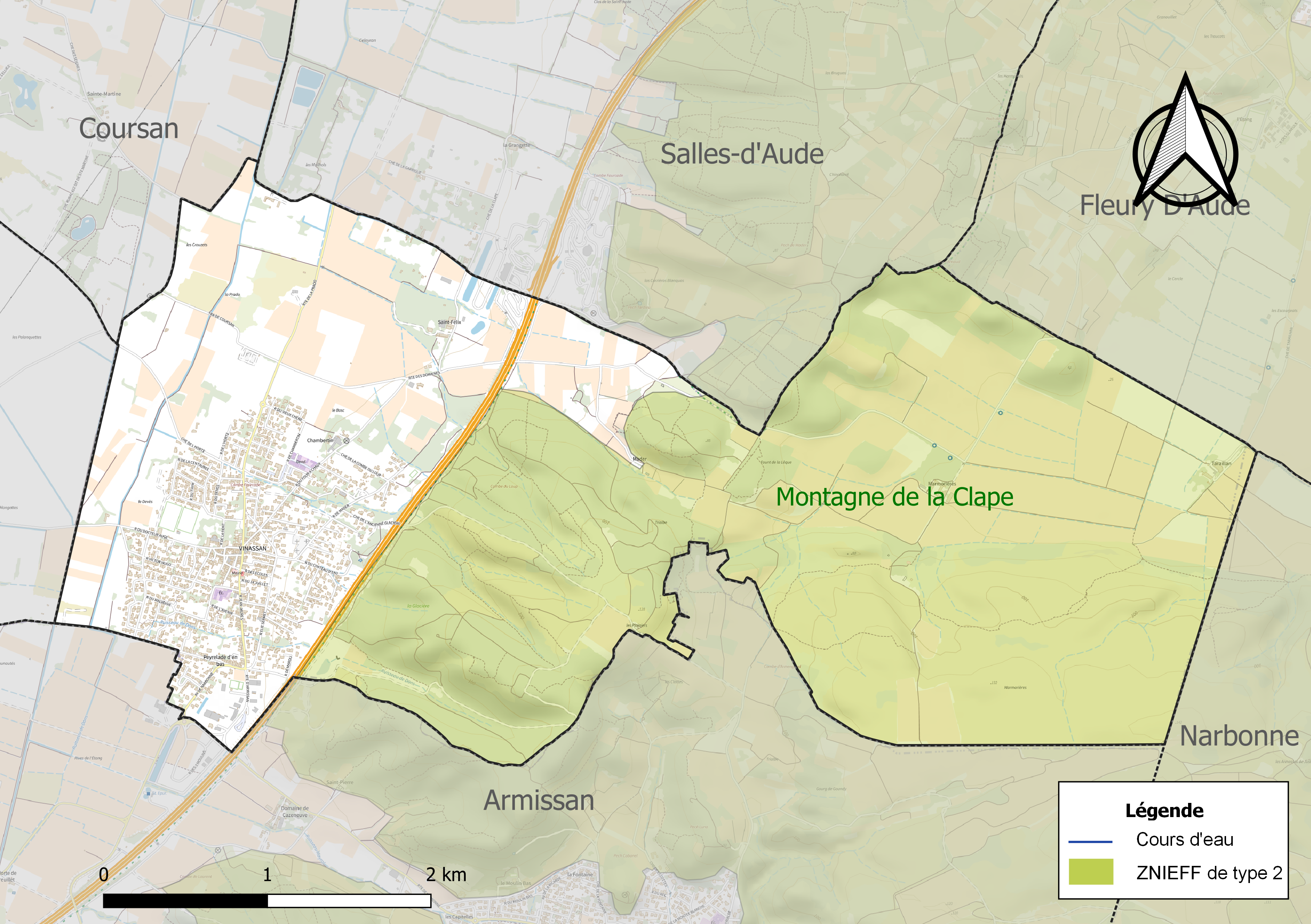
Carte de la ZNIEFF de type 2 localisée sur le territoire de la commune.

L’inventaire des zones naturelles d'intérêt écologique, faunistique et floristique (ZNIEFF) a pour objectif de réaliser une couverture des zones les plus intéressantes sur le plan écologique, essentiellement dans la perspective d’améliorer la connaissance du patrimoine naturel national et de fournir aux différents décideurs un outil d’aide à la prise en compte de l’environnement dans l’aménagement du territoire.
Une ZNIEFF de type 2 est recensée dans la commune :
la « montagne de la Clape » (9 634 ha), couvrant 6 communes du département.

## Urbanisme

### Typologie
Au 1er janvier 2024, Vinassan est catégorisée bourg rural, selon la nouvelle grille communale de densité à 7 niveaux définie par l'Insee en 2022.
Elle appartient à l'unité urbaine de Vinassan, une unité urbaine monocommunale constituant une ville isolée,. Par ailleurs la commune fait partie de l'aire d'attraction de Narbonne, dont elle est une commune de la couronne,. Cette aire, qui regroupe 71 communes, est catégorisée dans les aires de 50 000 à moins de 200 000 habitants,.

### Occupation des sols
L'occupation des sols de la commune, telle qu'elle ressort de la base de données européenne d’occupation biophysique des sols Corine Land Cover (CLC), est marquée par l'importance des territoires agricoles (44,2 % en 2018), en diminution par rapport à 1990 (46,8 %). La répartition détaillée en 2018 est la suivante : 
cultures permanentes (34,9 %), milieux à végétation arbustive et/ou herbacée (23,9 %), forêts (19 %), zones urbanisées (12,4 %), zones agricoles hétérogènes (4 %), terres arables (3,5 %), prairies (1,8 %), zones industrielles ou commerciales et réseaux de communication (0,5 %). L'évolution de l’occupation des sols de la commune et de ses infrastructures peut être observée sur les différentes représentations cartographiques du territoire : la carte de Cassini (XVIIIe siècle), la carte d'état-major (1820-1866) et les cartes ou photos aériennes de l'IGN pour la période actuelle (1950 à aujourd'hui).

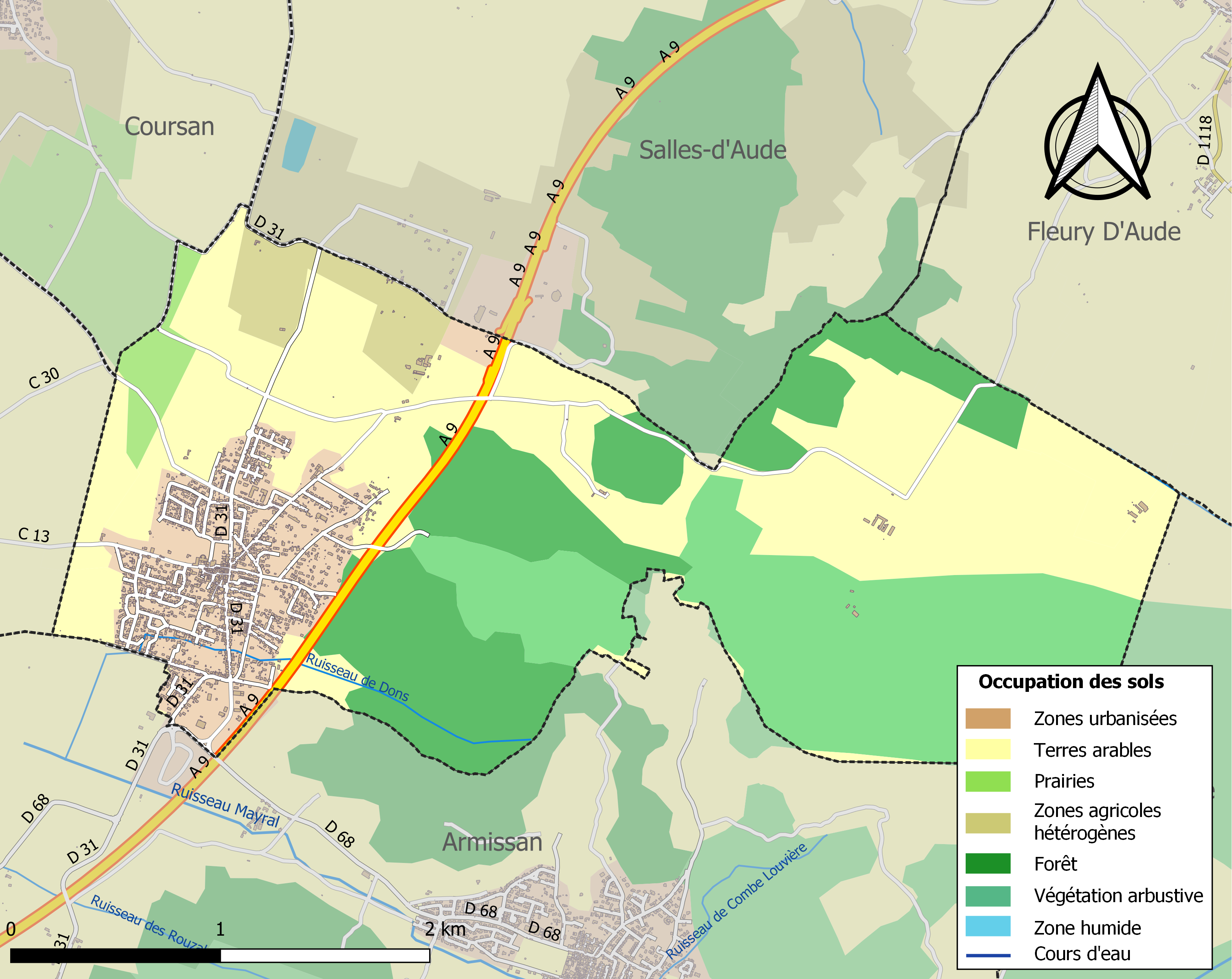
Carte des infrastructures et de l'occupation des sols de la commune en 2018 (CLC).

### Risques majeurs
Le territoire de la commune de Vinassan est vulnérable à différents aléas naturels : météorologiques (tempête, orage, neige, grand froid, canicule ou sécheresse), inondations, feux de forêts et séisme (sismicité faible). Il est également exposé à un risque technologique,  le transport de matières dangereuses. Un site publié par le BRGM permet d'évaluer simplement et rapidement les risques d'un bien localisé soit par son adresse soit par le numéro de sa parcelle.

#### Risques naturels
La commune fait partie du territoire à risques importants d'inondation (TRI) de Narbonne, regroupant 18 communes du bassin de vie de l'agglomération narbonnaise, un des 31 TRI qui ont été arrêtés fin 2012 sur le bassin Rhône-Méditerranée, retenu au regard des submersions marines et des débordements des cours d’eau l’Aude, l'Orbieu et la Berre. Des cartes des surfaces inondables ont été établies pour trois scénarios : fréquent (crue de temps de retour de 10 ans à 30 ans), moyen (temps de retour de 100 ans à 300 ans) et extrême (temps de retour de l'ordre de 1 000 ans, qui met en défaut tout système de protection),. La commune a été reconnue en état de catastrophe naturelle au titre des dommages causés par les inondations et coulées de boue survenues en 1982, 1986, 1989, 1992, 1996, 1999, 2009, 2018 et 2019,.

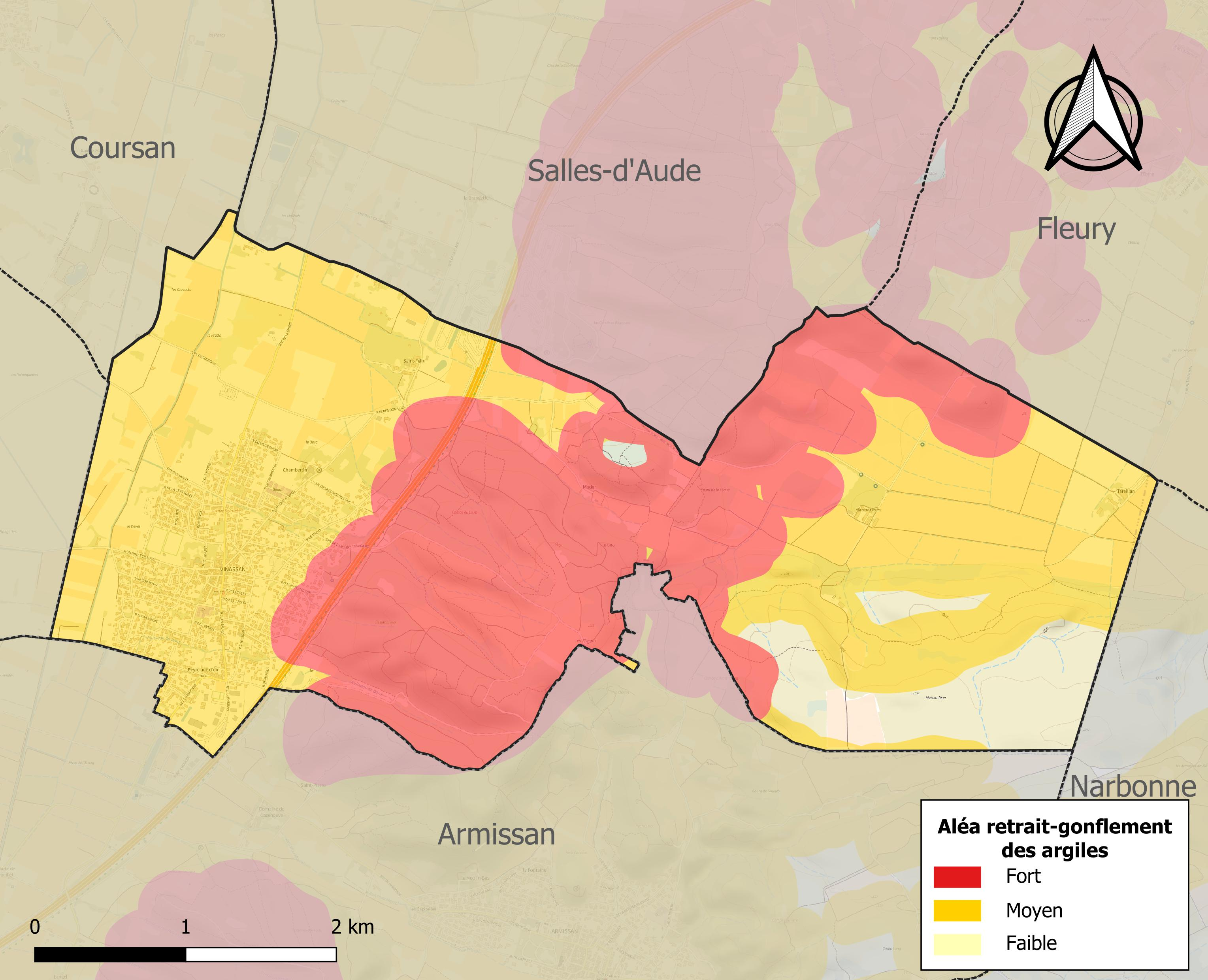
Carte des zones d'aléa retrait-gonflement des sols argileux de Vinassan.

Le retrait-gonflement des sols argileux est susceptible d'engendrer des dommages importants aux bâtiments en cas d’alternance de périodes de sécheresse et de pluie. 92,2 % de la superficie communale est en aléa moyen ou fort (75,2 % au niveau départemental et 48,5 % au niveau national). Sur les 1 080 bâtiments dénombrés sur le territoire de la commune en 2019, 1080 sont en aléa moyen ou fort, soit 100 %, à comparer aux 94 % au niveau départemental et 54 % au niveau national. Une cartographie de l'exposition du territoire national au retrait gonflement des sols argileux est disponible sur le site du BRGM,.

#### Risques technologiques
Le risque de transport de matières dangereuses dans la commune est lié à sa traversée par une route à fort trafic. Un accident se produisant sur une telle infrastructure est en effet susceptible d’avoir des effets graves au bâti ou aux personnes jusqu’à 350 m, selon la nature du matériau transporté. Des dispositions d’urbanisme peuvent être préconisées en conséquence.

## Histoire
L'importance et le développement de Vinassan ne datent que d'un demi-siècle. C'était auparavant un petit bourg groupé autour du château seigneurial, n'ayant pour toute ressource que le rendement du peu de terre des coteaux. La plaine était couverte de marais où poussaient à profusion le tamaris et la salicorne. En 1860, la population ne s'élevait qu'à 300 personnes.
L'énergique labeur des habitants a transformé et assaini ces terrains marécageux en un riche vignoble.

## Population et société

### Démographie
L'évolution du nombre d'habitants est connue à travers les recensements de la population effectués dans la commune depuis 1793. Pour les communes de moins de 10 000 habitants, une enquête de recensement portant sur toute la population est réalisée tous les cinq ans, les populations de référence des années intermédiaires étant quant à elles estimées par interpolation ou extrapolation. Pour la commune, le premier recensement exhaustif entrant dans le cadre du nouveau dispositif a été réalisé en 2005.

En 2022, la commune comptait 2 665 habitants, en évolution de +0,41 % par rapport à 2016 (Aude : +2,65 %, France hors Mayotte : +2,11 %).
| 1793 | 1800 | 1806 | 1821 | 1831 | 1836 | 1841 | 1846 | 1851 |
| ---- | ---- | ---- | ---- | ---- | ---- | ---- | ---- | ---- |
| 256  | 198  | 221  | 298  | 297  | 269  | 306  | 318  | 306  |

| 1856 | 1861 | 1866 | 1872 | 1876 | 1881 | 1886 | 1891 | 1896 |
| ---- | ---- | ---- | ---- | ---- | ---- | ---- | ---- | ---- |
| 287  | 317  | 367  | 383  | 396  | 519  | 555  | 694  | 700  |

| 1901 | 1906 | 1911 | 1921 | 1926 | 1931 | 1936 | 1946 | 1954 |
| ---- | ---- | ---- | ---- | ---- | ---- | ---- | ---- | ---- |
| 735  | 728  | 717  | 704  | 801  | 892  | 832  | 721  | 704  |

| 1962 | 1968 | 1975 | 1982 | 1990  | 1999  | 2005  | 2006  | 2010  |
| ---- | ---- | ---- | ---- | ----- | ----- | ----- | ----- | ----- |
| 692  | 771  | 878  | 980  | 1 427 | 2 004 | 2 197 | 2 184 | 2 499 |

| 2015  | 2020  | 2022  | - | - | - | - | - | - |
| ----- | ----- | ----- | - | - | - | - | - | - |
| 2 661 | 2 662 | 2 665 | - | - | - | - | - | - |

### Sports
- Vinassan accueille la Foulée des Pantigues, course à pied de 10 km à travers la Clape. Ce nom de pantigues est lié au surnom donné par les Armissanais, village voisin, pour les Vinassanais. Les pantigues sont des insectes que l'on trouvait autrefois dans les vignobles, leur nom scientifique étant éphippigère provençale.
- L'Étoile sportive vinassanaise est l'équipe de rugby de la commune.

## Économie

### Revenus
En 2018  (données Insee publiées en septembre 2021), la commune compte 1 113 ménages fiscaux, regroupant 2 629 personnes. La médiane du revenu disponible par unité de consommation est de 21 940 € (19 240 € dans le département). 53 % des ménages fiscaux sont imposés ( % dans le département).

### Emploi
| Division       | 2008   | 2013   | 2018   |
| -------------- | ------ | ------ | ------ |
| Commune        | 7,3 %  | 11 %   | 8 %    |
| Département    | 10,2 % | 12,8 % | 12,6 % |
| France entière | 8,3 %  | 10 %   | 10 %   |

En 2018, la population âgée de 15 à 64 ans s'élève à 1 602 personnes, parmi lesquelles on compte 77,1 % d'actifs (69,1 % ayant un emploi et 8 % de chômeurs) et 22,9 % d'inactifs,. Depuis 2008, le taux de chômage communal (au sens du recensement) des 15-64 ans est inférieur à celui de la France et du département.
La commune fait partie de la couronne de l'aire d'attraction de Narbonne, du fait qu'au moins 15 % des actifs travaillent dans le pôle,. Elle compte 334 emplois en 2018, contre 415 en 2013 et 411 en 2008. Le nombre d'actifs ayant un emploi résidant dans la commune est de 1 122, soit un indicateur de concentration d'emploi de 29,8 % et un taux d'activité parmi les 15 ans ou plus de 56,7 %.
Sur ces 1 122 actifs de 15 ans ou plus ayant un emploi, 192 travaillent dans la commune, soit 17 % des habitants. Pour se rendre au travail, 88,4 % des habitants utilisent un véhicule personnel ou de fonction à quatre roues, 2,2 % les transports en commun, 5 % s'y rendent en deux-roues, à vélo ou à pied et 4,4 % n'ont pas besoin de transport (travail au domicile).

### Activités hors agriculture

#### Secteurs d'activités
169 établissements sont implantés  à Vinassan au 31 décembre 2019. Le tableau ci-dessous en détaille le nombre par secteur d'activité et compare les ratios avec ceux du département,.
| Secteur d'activité                                                                                        | Commune | Commune | Département |
| Secteur d'activité                                                                                        | Nombre  | %       | %           |
| --- | ------- | ------- | ----------- |
| Ensemble                                                                                                  | 169     | 100 %   | (100 %)     |
| Industrie manufacturière, industries extractives et autres                                                | 13      | 7,7 %   | (8,8 %)     |
| Construction                                                                                              | 33      | 19,5 %  | (14 %)      |
| Commerce de gros et de détail, transports, hébergement et restauration                                    | 42      | 24,9 %  | (32,3 %)    |
| Information et communication                                                                              | 2       | 1,2 %   | (1,6 %)     |
| Activités financières et d'assurance                                                                      | 3       | 1,8 %   | (2,7 %)     |
| Activités immobilières                                                                                    | 4       | 2,4 %   | (5,2 %)     |
| Activités spécialisées, scientifiques et techniques et activités de services administratifs et de soutien | 21      | 12,4 %  | (13,3 %)    |
| Administration publique, enseignement, santé humaine et action sociale                                    | 33      | 19,5 %  | (13,2 %)    |
| Autres activités de services                                                                              | 18      | 10,7 %  | (8,8 %)     |

Le secteur du commerce de gros et de détail, des transports, de l'hébergement et de la restauration est prépondérant dans la commune puisqu'il représente 24,9 % du nombre total d'établissements de la commune (42 sur les 169 entreprises implantées  à Vinassan), contre 32,3 % au niveau départemental.

#### Entreprises
Les cinq entreprises ayant leur siège social sur le territoire communal qui génèrent le plus de chiffre d'affaires en 2020 sont : 
- Pharmacie Caminero, commerce de détail de produits pharmaceutiques en magasin spécialisé (1 981 k€) ;
- MCGM, travaux de menuiserie bois et PVC (250 k€) ;
- Societe Auxiliaire De Thanatopraxie - Auxi-Thana, services funéraires (238 k€) ;
- Plomberie Et Chauffage Du Sud, travaux d'installation d'eau et de gaz en tous locaux (104 k€) ;
- Larramona Electricite, travaux d'installation électrique dans tous locaux (36 k€).

### Agriculture
La commune est dans le « Narbonnais », une petite région agricole occupant le nord-est du département de l'Aude, également dénommée localement « plaine viticole du Bas-Languedoc ». En 2020, l'orientation technico-économique de l'agriculture  dans la commune est la viticulture.
|               | 1988 | 2000 | 2010 | 2020 |
| ------------- | ---- | ---- | ---- | ---- |
| Exploitations | 74   | 27   | 30   | 20   |
| SAU (ha)      | 509  | 334  | 413  | 402  |

Le nombre d'exploitations agricoles en activité et ayant leur siège dans la commune est passé de 74 lors du recensement agricole de 1988  à 27 en 2000 puis à 30 en 2010 et enfin à 20 en 2020, soit une baisse de 73 % en 32 ans. Le même mouvement est observé à l'échelle du département qui a perdu pendant cette période 60 % de ses exploitations,. La surface agricole utilisée dans la commune a également diminué, passant de 509 ha en 1988 à 402 ha en 2020. Parallèlement la surface agricole utilisée moyenne par exploitation a augmenté, passant de 7 à 20 ha.

## Culture locale et patrimoine

### Lieux et monuments

#### Patrimoine religieux
- Chapelle de Marmorières de Vinassan.

L'église romane Saint-Martin
L'église Saint-Martin de Vinassan, de style roman, à trois nefs, est magnifique. Elle a été reconstruite en 1896 sur l'emplacement de l'église du XIe siècle, dont on a conservé l'abside. Jolie chaire en bois sculpté. Fonts baptismaux remarquables.
L'Abside a été inscrite au titre des monuments historiques en 1951.
|  |  |

#### Patrimoine civil
La glacière de Vinassan
Par un édit royal de 1659, Louis XIV autorise la construction de glacières sur le territoire de la France de l'époque. Elles étaient gérées par les fermiers généraux qui octroyaient ce privilège aux plus offrants lors d'enchères et pour une période de dix ans.
Cet édit ne semble néanmoins pas être à l'origine de la construction de la glacière de Vinassan, car il est probable qu'elle soit antérieure de quelques années. Les textes portent trace de deux propriétaires : Louis Chastagnié, sieur Dandoville, en 1673, puis, sieur Gabriel de Sorgues, seigneur de Moujan et de Vinassan. La glacière a été abandonnée à la fin du XVIIIe siècle, période pour laquelle on ne connaît pas les propriétaires.
Au XXIe siècle, le bâtiment, appartenant désormais à la commune de Vinassan, a fait l'objet de cinq chantiers de restauration de 2003 à 2007, avec les volontaires internationaux de Concordia. Cette restauration est l'œuvre d'un partenariat étroit entre la commune, le parc naturel régional de la Narbonnaise en Méditerranée, la région Languedoc-Roussillon et la maison de la Clape.
La glacière se situe sur un parcours qui relie la montagne Noire à la mer en 130 km : la route de la Glace. La glacière de Vinassan ne fonctionnait déjà plus quand, au XIXe siècle, celles de la montagne Noire sont entrées en activité.
En novembre, un meneur d'œuvre nettoyait la glacière à grandes eaux, car la propreté était gage d'une bonne qualité de la glace. L'eau s'évacuait ensuite par un orifice (touât) situé, pour celle de Vinassan, sous le couloir d'accès. Cette évacuation avait aussi son rôle à jouer lors de la fonte de la glace, au moment de sa conservation. Au fond de celle-ci était disposé un lit de branchage ou de sarments. Alors pouvait commencer la collecte de la glace qui se faisait à dos de mulets ou dans de nombreux tombereaux. Elle était recueillie dans les mares avoisinantes, le cours d'eau qui passait à proximité, des bassins aménagés à cet effet. Ici, on parvenait à remplir la glacière avec la glace récoltée aux alentours. À l'époque de Louis XIV, la France traverse une période très froide.
Le remplissage s'effectuait par l'ouverture supérieure, la glace était tassée par les hommes afin de limiter au maximum les trop nombreuses bulles d'air qui provoquent la fonte. Les murs, très épais, étaient garnis de feuillage et de paille au fur et à mesure que la glacière était remplie, toujours dans un souci d'isolation thermique. Quand on considérait que la glacière était pleine, le vide restant était comblé par de la paille et la glacière était fermée. Elle restait sous haute surveillance, des contrôles et des prélèvements étaient effectués régulièrement. En sept mois, le volume de la glace pouvait diminuer de 50 %. En mai, un procès-verbal autorisait l'ouverture de la glacière et la vente pouvait commencer. La glace était alors évacuée par le couloir d'accès.
Tout le travail lié à la glace se faisait la nuit, les hommes étaient éclairés par des bougies, même à l'intérieur du bâtiment. À l'extérieur, la glacière était entièrement recouverte de terre et de végétaux pour assurer la meilleure isolation possible. Le couloir d'accès est orienté au Nord, en forme de coude, avec trois portes successives.

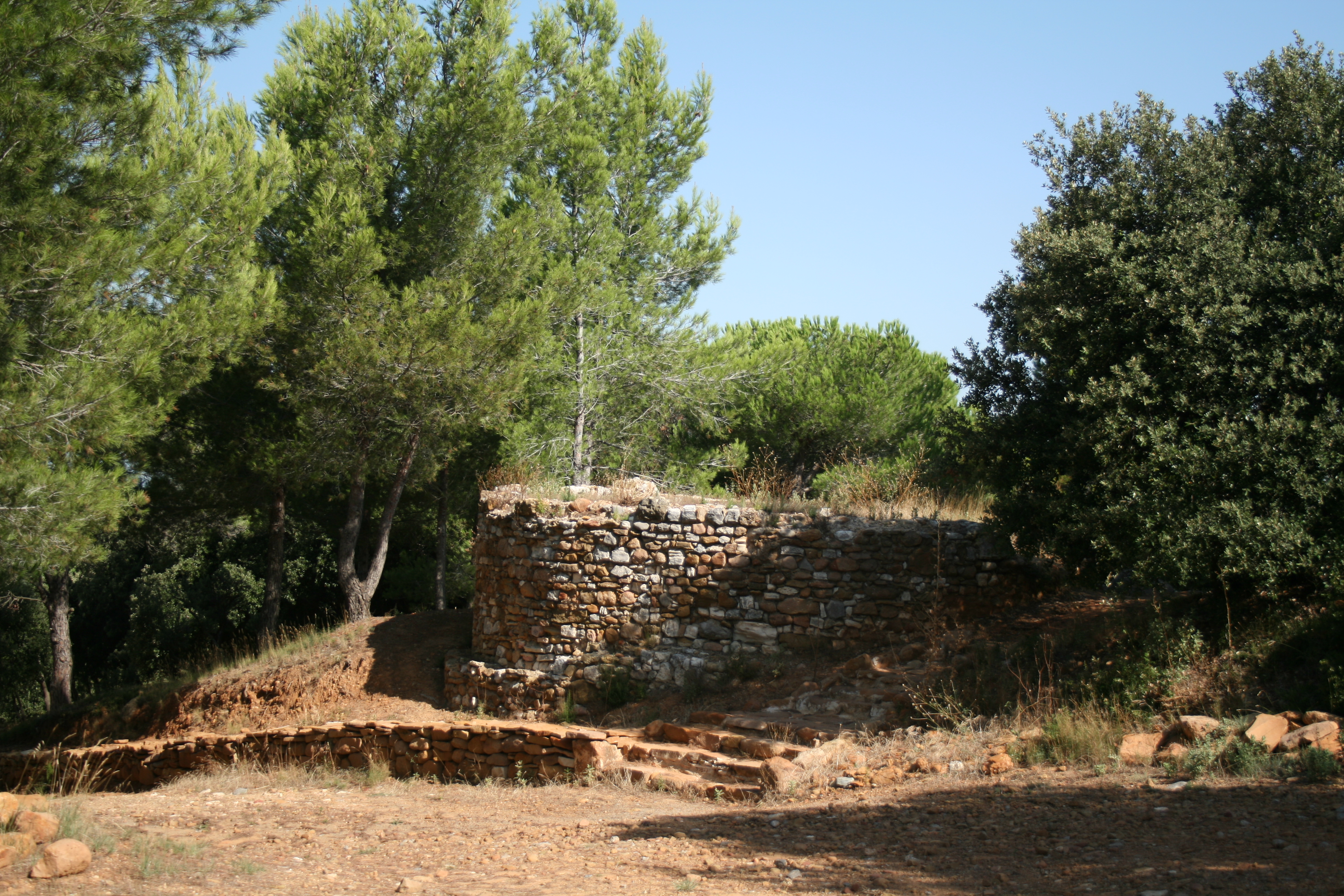
Vue supérieure de la glacière de Vinassan.

Quelques chiffres et aspects techniques :
- diamètre : 6 mètres
- hauteur : 9 mètres
- contenance : 100 tonnes de glaces

Le bâtiment a été construit avec des pierres de grès et de calcaire, certains blocs de calcaire ayant été taillés pour les embrasures des portes. Le fond est un pavage de pierres non jointives, bloquées par de l'argile.
La glacière est aujourd'hui libre d'accès.
Autres monuments
On trouve sur les collines environnantes de nombreuses traces de l'occupation romaine.
- L'ancien château seigneurial, situé sur la place, a été divisé en habitations particulières. Il existe encore le grand escalier en pierre et d'autres vestiges.
- Ruines intéressantes d'un vieux château féodal et de sa chapelle, perchés sur un mamelon dépendant du domaine de Marmorières.
- Chêne-vert gigantesque, à 600 mètres du village, sur la route de Coursan  qui malheureusement a été coupé pour laisser la place à des lotissements.

Le village est inscrit au titre des sites naturels depuis 1943.

### Personnalités liées à la commune
- Antoine Razimbaud mentionné comme maire en 1762 dans les archives communales.
- Jacques Razimbaud maire du village en 1833.
- Montestruc : sur le tableau des maires de Vinassan depuis 1811, apparaît le nom de Montestruc de 1903 à 1913. Montestruc est réputé dans le monde de la science pour avoir contribué à la recherche du vaccin contre la lèpre. La municipalité de Vinassan lui a dédié une stèle sur l'avenue du même nom.
- Rémy Pech est né en 1944 à Vinassan. Elève-instituteur, il intègre l´Ecole normale supérieure de Saint-Cloud. Agrégé, il soutient à 28 ans sous la direction de Pierre Vilar une thèse sur Entreprise Viticole, capitalisme en Languedoc méditerranéen. Il enseigne à l´université de Tours, puis à celle de Toulouse-Le Mirail qu'il préside de 2001 à 2006.

### Héraldique
| Blason de Vinassan | Blason  | D'azur à une fasce fuselée d'argent et d'azur.   |
| Blason de Vinassan | Détails | Le statut officiel du blason reste à déterminer. |